# 祖堂集
祖堂集（そどうしゅう）は、五代十国の南唐の静・均の二人の禅僧によって952年（広順2年）に編集された中国禅宗の灯史である。唐代の801年（貞元17年）に成立した洪州宗系統の智矩が編纂した燈史、『宝林伝』の後を受けて編纂されている。編者たちの立場は、青原行思系の一派を、南嶽懐譲系よりも前に置いていることによって、窺い知ることができる。
祖堂集は中国国内で編集されたものの、入蔵されず、高麗に持ち込まれて、1245年（淳祐5年）に高麗大蔵経の附録として刊行されたため、20世紀初頭に発見されるまでその存在は知られていなかった。
内容の特徴として、朝鮮半島出身の禅僧の伝記を数多く含むほか、1004年（景徳元年）に編集された『景徳伝灯録』には含まれない独自の問答を収録するなど、未入蔵で伝世したものではあるが、その内容に関しては非常に貴重な禅宗史書である。

## 版本
- 『祖堂集』（禅文化研究所）　油印本
- 『祖堂集』（新文豊出版公司）
- 『祖堂集』（中州古籍出版社）
  - 『祖堂集索引』上中下（京都大学人文科学研究所）
  - 『祖堂集索引』（禅文化研究所）

### 現代語訳
- 『訓注祖堂集』、古賀英彦（花園大学国際禅学研究所研究紀要 第八冊）、2003年
- 『続世界の名著3　禅語録』、柳田聖山ほか編訳（中央公論社）、のち中公バックス「世界の名著18」
- 『祖堂集　大乗仏典 中国・日本編13』、柳田聖山訳（中央公論社、1990年）、改訂版
  - 解説『純禅の時代 祖堂集ものがたり　正・続』禅文化研究所、1984-85年